# Chugunov Glacier
Chugunov Glacier är en glaciär i Antarktis. Den ligger i Östantarktis. Nya Zeeland gör anspråk på området. Chugunov Glacier ligger 623 meter över havet.
Terrängen runt Chugunov Glacier är huvudsakligen kuperad, men åt nordost är den platt. Trakten är obefolkad. Det finns inga samhällen i närheten. 